# Leo Stein (scrittore)

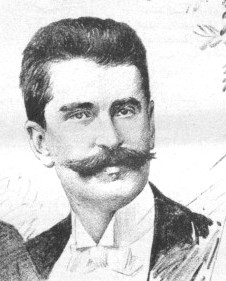
Leo Stein (1896)

Leo Stein, vero nome Leo Rosenstein (Leopoli, 23 febbraio 1861 – Vienna, 28 luglio 1921), è stato un librettista e drammaturgo austriaco, noto principalmente come autore dei libretti di numerose operette.

## Biografia
Stein scrisse per i compositori Johann Strauss, Franz Lehár, Emmerich Kálmán e Oskar Nedbal. In coppia con Viktor Léon scrisse i libretti delle operette di maggior successo di Lehár, tra cui La vedova allegra.
Altri titoli sono Wiener Blut (1899), Der Graf von Luxemburg (1909) e Die Csárdásfürstin (1915).
È sepolto nel Zentralfriedhof di Vienna, nella parte vecchia israelitica.